# Vieux-Habitants
Vieux-Habitants, llamada en criollo Zabitan, es una comuna francesa situada en el departamento de Guadalupe, de la región de Guadalupe. 
El gentilicio francés de sus habitantes es Habissois y Habissoises.

## Situación
La comuna está situada en el oeste de la isla guadalupana de Basse-Terre.

## Barrios y/o aldeas
Beaugendre, Beausoleil, Bel-Air, Cousinière, Géry, Grand'Croix, Laurichesse, Les Écores, Le Turf, Marigot, Schœlcher, Tarare y Val de l'Orge.

## Demografía
| Gráfica de evolución demográfica de Vieux-Habitants entre 1961 y 2013 |
|                                                                       |

Fuente: Insee

## Comunas limítrofes
| Noroeste: Mar Caribe | Norte: Bouillante | Noreste: Petit-Bourg          |
| Oeste: Mar Caribe    |                   | Este: Goyave                  |
| Suroeste Mar Caribe  | Sur: Baillif      | Sureste: Capesterre-Belle-Eau |